# ONCF

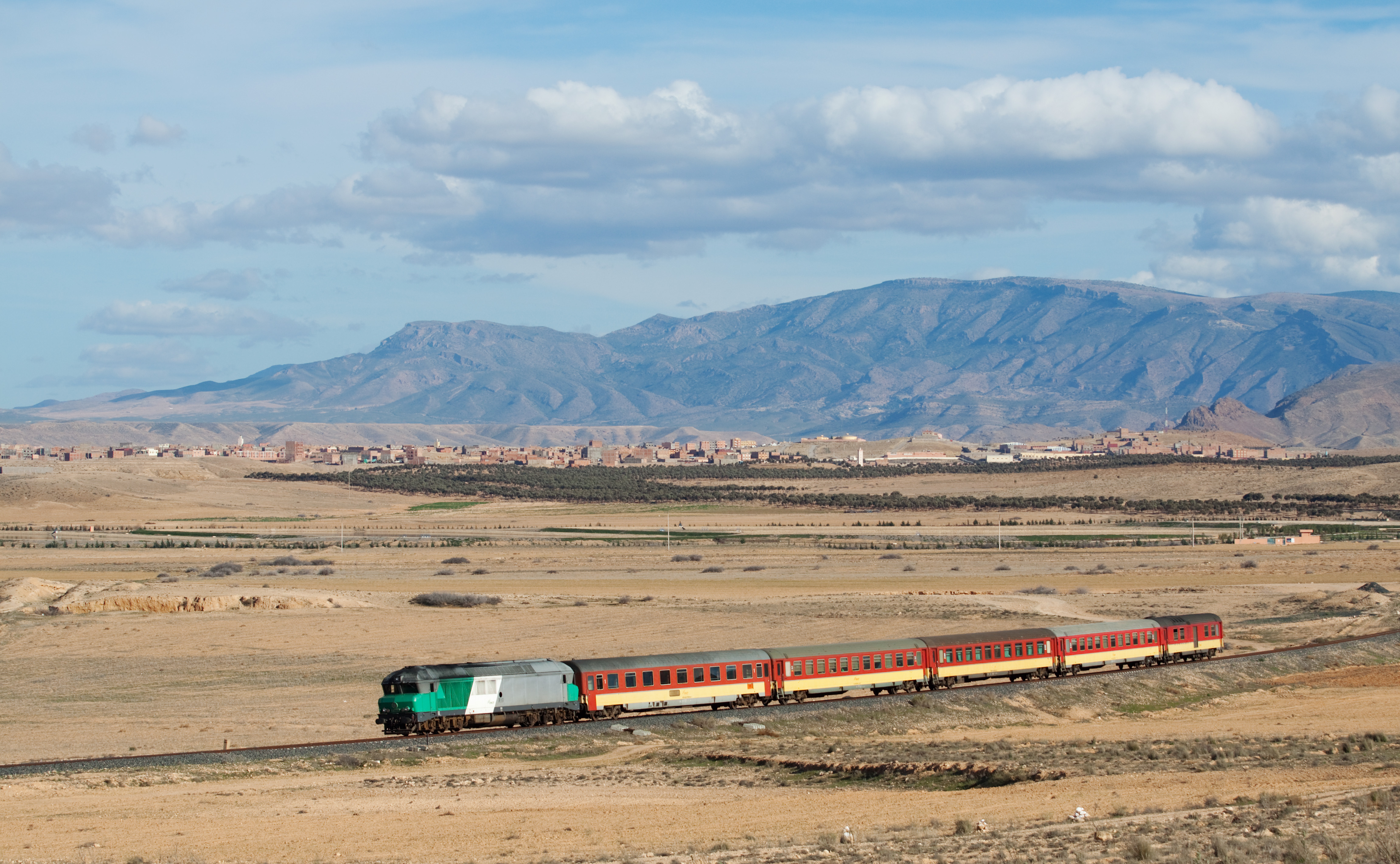
Ett av ONCF:s tåg nära Taourirt.

ONCF eller ONCFM (från franska: Office National des Chemins de Fer du Maroc) är det statliga järnvägsbolaget i Marocko.